# Rudolf Wulf
Rudolf Wulf (ur. 12 grudnia 1905 w Elmshorn, zm. 14 listopada 1972 w Breitburnn) – generał major Wehrmachtu, dowódca 319. Dywizji Piechoty.

## Życiorys
Rudolf Wulf urodził się 12 grudnia 1905 roku w Elmsgorn w Szlezwiku-Holsztynie w Niemczech. Rozpoczął swoją karierę wojskową w stopniu Fahnenjunkera, w latach dwudziestych XX wieku, wstępując w 1923 roku do 6 Pułku Piechoty w Lubece. Od 1934 roku był dowódcą kompanii w 23 pułku piechoty. Po okresie służby w Reichswehrze, w 1935 roku, wraz z powstaniem Wehrmachtu, przeszedł do nowo powstałej niemieckiej armii. 1 września 1937 roku został mianowany inspektorem w Szkole Wojennej w Monachium.
W czasie mobilizacji we wrześniu 1939 roku Wulf został przniesiony do dowództwa 46 Dywizji Piechoty. Od 1 maja 1941 roku był dowódcą III batalionu 89. pułku piechoty, 12 Dywizji Piechoty Wehrmachtu. W październiku 1944 został ciężko ranny. 1 marca 1945 objął dowództwo nad 319. Dywizją Piechoty na Wyspach Normandzkich.
W kwietniu 1945 dostał się do niewoli brytyjskiej, z której został zwolniony latem 1948 r. Zmarł 14 listopada 1972 roku w Breitbrunn w Bawarii.